# 自転車メーカー一覧
自転車メーカー一覧（じてんしゃメーカーいちらん）では、自転車の完成品・部品のメーカーと、それに準ずるブランドを挙げる。

## 製造メーカー

### 日本
- アサヒライズ
- ASK TRADING（BOMA）
- TESTACH
- アキボウ
- あさひ
- 芦田自転車
- 上尾工業
- アサヒサイクル
- 新家工業（アラヤ）
- 有元製作所
- アーチ商会
- 青木商店
- アルプス自転車工業
- 安全自転車
- 安藤自転車工場
- 和泉工業
- 和泉チエイン
- 岩井商会（ganwell）
- 今野製作所
- インターマックス
- E.B.S
- WELD ONE
- ウエルビーサイクル工業
- 栄興社
- 英隆自転車
- 英輪自転車
- ヱビス自転車
- WELD ONE
- オーファ
- 大島工業-現在は完成車は扱っていない-
- 大野儀輪業製作所
- 乙田製作所
- 小野辰次郎
- カイト
- 笠井仙八商店
- 片野自転車
- カヤバ工業
- 唐沢製作所
- 川住製作所-現在は完成車は扱っていない-
- カワムラサイクル
- 乾友製作所
- 協栄製作所
- キラク産業
- 銀輪社
- 久下自転車
- 栗田自転車工業
- クワハラ・エンタープライズ
- クワハラバイクワークス
- 光風自転車
- 国際貿易関西
- 小松自転車製作所
- 近藤鉄自転車
- 今野製作所
- サイクルヨーロッパジャパン
- 斎藤胸一商店
- サイモト自転車
- サカイサイクル
- サカモトテクノ
- サギサカ
- 佐竹鉄工所
- サムライ商会
- サロリヤ自転車
- 三輝自転車
- 三治自転車製作所
- サンスター技研
- 山陽自転車
- 山陽自転車工業
- 三洋輪業
- ジック株式会社
- 清水自転車製作所
- 志村精機製作所
- 秀工舎サン自転車工場
- 城東輪業社
- 昭和自転車工業
- 白井自転車製作所
- 塩野自転車
- 新橋自転車工場
- 頭司産業
- 鈴市商店
- 鈴や輪業
- ストロング自転車工場
- 角貞吉商店
- 角昌平商店
- 角弥太郎
- ゼブラサイクル
- 全甲自転車工業所
- 千秋自転車工場
- 大東自転車工業
- 大昌
- 大日産業
- 大日本機械工業
- ダイヤ自転車商会
- 大和
- 太陽製作所
- タカイサイクル工業
- 滝清工業
- ダグラス製作所
- 武田自転車
- 武田産業
- 立松商店
- 田中自転車製作所
- 田辺工業
- 田野商会
- 中部日本自転車工業所
- 朝陽商会
- ツチヤ自転車
- ツチヤトレィディング
- ツノダ
- 帝国輪業
- 出来鉄工所
- 東亜自転車
- 東京サンエス
- 東京部品工業
- 東海自転車工業
- 東部
- 東洋自転車
- 東洋フレーム
- 内外自転車
- 中尾工業
- 中西金属工業
- 中西自転車
- 中西商会
- 中村自転車工場
- 中山太陽堂
- 南星商会
- 日英自転車製造
- 日米富士自転車
- ニッコー
- 日産自転車工業
- 日進自転車
- 日帝工業
- 日本スイフト工業
- 日本ラーヂ
- ノーリツ自転車
- 野口商会
- 能沢製作所
- ハチスカ
- 服部産業
- パナソニック サイクルテック（Panasonic）
- 林屋商店
- ハワイアン自転車メーカー「alohaloco」(アロハロコ)
- 阪神自転車工業
- 光自転車
- ビクター自転車
- ヒドリ自転車製作所
- ビナス自転車製作所
- 日之出興業
- 日之出商会
- 日比商店
- 深谷産業
- 福井商店
- 不二越
- 藤原自転車
- ブリヂストンサイクル（BRIDGESTONE・ANCHOR）
- プリンス自転車製作所
- ホークス自転車
- ポール工業
- ホウトク金属
- ホクセン輪業社
- ホダカ（KhodaaBloom・Marukin）
- ポディウム
- マキ商店
- マグネット自転車
- マツダ自転車工場
- 松波製作所
- 丸井自転車貿易
- 丸嘉
- 丸都自転車
- 丸八工機
- 丸米製作所
- 三浦自転車工業
- ミズタニ自転車
- 三馬自転車工業
- 三菱重工業津機械製作所
- ミドリ自転車工業
- ミムゴ
- 宮西自転車製作所
- 箕浦
- メイカイ商会
- 名工自転車製作所
- モービック
- 安川新作
- 柳原工業
- 山崎サンビー製作所
- 山田商会
- 山登工業
- 山徳製作所
- ヤマトヤ商店
- 勇万製作所
- 横尾双林館
- 横山産業
- ヨネックス
- ライトウェイプロダクツ ジャパン
- 丸石サイクル
- 丸金自転車（→ホダカへ譲渡）
- ワニ製作所
- ミヤタサイクル
- スマートコグ
- ヨコタサイクル（2006年12月1日に破産）
- 杉村商店
- ランドウォーカー
- ダイワ精工
- ヤマハ発動機（電動アシスト自転車のみ）
- シマノ
- スズキ（電動アシスト自転車のみ）
- ZUNOW BICYCLE合同会社
- 本田技研工業（電動アシスト自転車のみ） - 現在は製造していない。
- 玉越工業
- シドー
- ジョイジャパン
- 三洋電機（電動アシスト自転車のみ）
- 東叡社
- トーキョーバイク
- カガワの自転車
- 絹自転車製作所
- タルタルーガ
- 三和自転車工業（2008年3月31日に破産）
- 山口自転車
- 丸紅山口自転車（→三和自転車工業へ吸収）
- セキネサイクル（→三和自転車工業へ吸収）
- 片倉自転車（→三和自転車工業へ吸収）
- 服部産業
- 深谷産業
- ビーズ
- サントラスト
- 5LINKS
- Tyrell

### アメリカ・カナダ
- ARGON 18
- アイアンホース
- イエティ
- エレクトラ
- オーパス
- キャノンデール
- クライン
- グリーン・ギア・サイクリング
- KHS
- COVE
- ゲイリー・フィッシャー
- ケストレル
- コナ
- Co-Motion
- サーヴェロ
- サーリー
- ジェイミス
- シュウィン
- GTバイシクルズ
- スペシャライズド
- セブン
- ダホン
- トレック
- フェルト
- フォーチューンヘインブリンク
- BREEZER BIKES
- FUJI BIKES
- ホフマン・バイクス
- マリン・バイクス
- マングース
- モンタギュー
- ライトスピード
- リッチー
- ルイガノ (日本国内のものはカナダとは無関係の企画車)
- レモン
- ロッキーマウンテン
- クライスラー
- ラング
- ラッド
- ヴィンテージエレクトリックバイク
- エレクトリック・モータースポート

- HARO BIKES
- Atomlab
- STORCK BICYCLE
- Salsa
- Xtracycle
- ALL CITY
- SE BIKES
- FBM BIKE COMPANY
- Hoffman Bikes
- FIT BIKECO
- KINK BIKECO
- NORCO
- Niner Bikes
- Quintana Roo

### イギリス
- ボードマン Boardman Bikes
- アレックス・モールトン
- パシュレー
- バーミンガム・スモール・アームズ (BSA)
- ブロンプトン
- ラレー
- ラプション
- ローバー
- Inspired (トライアル)
- ウルトラモーター
- ファクター
- ETTインダストリーズ
- アーチー・ウィルキンソン
- Stanton Bikes

### イタリア
- ウィリエール・トリエスティーナ
- カレラ
- コルナゴ
- ジオス
- コロンボ（コロンバスチューブ）
- チネリ
- ウーゴ・デ・ローザ・エ・フィーリ
- ビアンキ
- ピナレロ
- フォンドリエスト
- ロッシン
- ペゴレッティ
- モモ
- バッソ
- カサティ
- セラサンマルコ
- マシャーギ
- ディブラッシ
- ベネリ
- クォータ
- KYKLOS
- MASI

### ドイツ
- センチュリオン
- コラテック
- キューブ
- フォーカス
- ポルシェバイクス
- スティーブンス
- ストーク
- フェルト
- リーズ&ミューラー
- キャニオン
- ニコライ
- イーロキット
- シムソン

### オーストリア
- KTM

### スペイン
- BH
- MSC
- モンティ
- オルベア
- リエフ

### スイス
- BMC
- コバ
- スコット

### アンドラ
- コメンサル

### フランス
- MBK
- アレックス・サンジュ
- エルス（ルネルス）
- コックス
- タイム
- ルック
- モトベカン
- ラピエール
- プジョー

### ベルギー
- エディ・メルクス
- リドレー

### チェコ
- アーサー

### オーストラリア
- クラフトワークス
- ステルスエレクトリックバイクス

### クロアチア
- リマック・アウトモビリ

### デンマーク
- Diavelo

### 台湾
- ジャイアント・マニュファクチャリング
- メリダ・インダストリー
- 東庚企業股份有限公司
- パシフィック・サイクルズ社
- HASA (恆豐自行車有限公司)
- タオカス

### 中国
- ロックブロス「ROCKBROS」
- エコー
- 貝欧
- 永久
- 鳳凰
- SAVA「惠州萨瓦自行车有限公司」
- JAVABIKE
- FINISS
- SAIFEI

### インド
- マヒンドラ・ジェンジー

### オランダ
- ISAAC(アイザック)
- SENSA

### フィリピン
- DEVEL

### ブラジル
- SENSE

### 南アフリカ
- SwiftCarbon

### ブランド
- アルファロメオ
- コルベット
- シボレー
- ジャガー
- ハマー
- フィアット
- フェラーリ
- プジョー
- BMW
- ミニ
- メルセデス・ベンツ
- ランボルギーニ
- ルノー
- ローバー

## 部品

### フレーム・パーツ類
- アトム（マイヨールが使うブランド名）
- 荒井製作所（アライ）
- イタルマヌブリ (ITM) →2008年7月に倒産
- エクセルト
- エイヴィッド
- カンパニョーロ
- クリス・キング
- 興和製作所 (KOWA)
- コリマ
- 栄輪業
- サンツアー
- サンプレックス
- シマノ
- スギノエンジニアリング
- スターメーアーチャー
- スペシアリテ TA
- ストロングライト
- SRAM
- ゼウス
- セラサンマルコ
- タイオーガ
- タイム
- タキザワ (HARP)
- タンゲ精機
- テクトロ
- ティグ
- デュプラ
- 東洋フレーム
- トリプレックス
- 日東
- ノルマンディ
- フルスピードアヘッド (FSA)
- ブルックス・イングランド
- ヘイズ
- HED（ヘッド）
- ボントレガー
- BoxComponents
- マニトウ
- マジストローニ
- マルゾッキ
- 三ヶ島製作所 (MKS)
- ユーレ
- 吉貝機械金属
- リッチー
- ルック
- レジナS.I.C.C.
- ロックショックス
- アーチー・ウィルキンソン
- ブラックインク
- Chapter2

### ホイール・ハブ類
- 旭スポーク
- 新家工業
- アンブロッシオ
- 三信技研
- シュミット・マシネンバウ
- スズエ
- DT SWISS
- 星工業
- マイヨール
- マヴィック
- ワインマン（Weinmann ）
- プライム（prime）
- POWERWAY
- ノバテック
- Superteam
- FFWD
- FLOcycling
- HUNT
- ICAN
- ロヴァール
- SwissSIDE
- LIGHTWEIGHT
- MICHE
- REYNOLDS CYCLING
- SCOPE
- TOKYOWHEEL
- YOELEO
- コリマ

### タイヤ
- 井上ゴム工業 (IRC)
- ヴィットリア (Vittoria/GEAX)
- 共和（ミリオンタイヤ）
- コンチネンタル (Continental AG)
- シュワルベ (SCHWALBE)
- ダイワボウプログレス (SOYO)
- ノキアン (NOKIAN)
- パナレーサー（Panaracer）
- ブリヂストンサイクル (EXTENZA/DISTANZA)
- マキシス (MAXXIS)
- ミシュラン (Michelin)
- ピレリ （Pirelli）
- グッドイヤー （Goodyear）
- ヴェロフレックス（VELOFLEX）
- サーファス （SERFAS）
- 星ベルト（2005年度で自転車タイヤ事業から撤退）
- ユッチンソン (HUTCHINSON)

### 用品類
- ゼファール
- 大橋鉄工（メイダイ）
- キャットアイ
- ガエルネ
- オルカ
- デマルキ
- ルディプロジェクト
- スポーツバルム
- 川住製作所
- アラデン
- AGトレーディングR&D